# Andrés Alencastre Calderón
Andrés Rimsky Alencastre Calderón (Bellavista, 24 de octubre de 1950) es un economista peruano. Fue el ministro de Desarrollo Agrario y Riego del Perú, entre junio y septiembre de 2022; en el gobierno de Pedro Castillo.

## Biografía
Andrés Rimsky nació el 24 de octubre de 1950, en el distrito peruano de Bellavista.
Obtuvo el grado de bachiller en Economía, por la Universidad Nacional Agraria La Molina, en 1978. Recibió el título de economista, en 2013. Cuenta con diplomados en gestión ambiental y gestión de conflictos en actividades.

### Trayectoria
Fue parte del equipo técnico de Perú Libre en la campaña del entonces presidencial Pedro Castillo.

### Ministro de Estado
El 6 de junio de 2022, fue posesionado por el presidente Pedro Castillo, como Ministro de Desarrollo Agrario y Riego. Mantuvo este cargo hasta el 13 de septiembre del mismo año, cuando fue reemplazado por Jenny Ocampo.